# I Am the Walrus
《我是海象》是一首披头士乐队于1967年发行的歌曲。它于该年12月出现在披头士乐队的电视电影《Magical Mystery Tour》中，同时也收录在和此电影同名的英国版迷你专辑和美国版专辑里。该歌曲是热门单曲《Hello, Goodbye》的b面歌曲。《我是海象》在1967年12月同时以单曲和专辑身份位居英国排行榜的第一和第二。

## 创作过程
据作家Ian MacDonald，《我是海象》的模板，最有可能是Procol Harum的《A Whiter Shade of Pale》。后者是1967年夏的热门单曲，也是约翰·列侬当时最喜欢的歌曲。我是海象的歌词，来源于列侬当时正在构思的三首曲子。在创作第一首时，他受在韦布里奇的家中听到的警笛声启发，按照警笛声的节奏和旋律写下了“Mis-ter cit-y police-man sit-ting pret-ty lit-tle…”这几行歌词。第二首是关于他坐在自家的花园中的押韵短句。第三首则是关于坐在玉米片上的无意义歌词。因其无法完成这三首歌，他最终把这三个构思合为一首歌曲。
歌词中还写进了“天空中的露西”，这是对披头士乐队早些时候所创作的Lucy in the sky with diamonds的呼应。歌曲中的海象指的正是刘易斯卡罗的诗《海象与木匠》（The walrus and Carpenter，来自爱丽丝镜中奇遇一书。）中的海象。列侬曾表示懊恼，称自己后来才意识到海象是诗中的反派。
歌曲的最后一部分，是在列侬的朋友，前the Quarrymen乐队成员Pete Shotton到访期间成形的。列侬就他们儿时唱过的一首儿歌询问他时，Shotton回想起了以下句子。
Yellow matter custard, green slop pie,

All mixed together with a dead dog's eye,

Slap it on a butty, ten foot thick,

Then wash it all down with a cup of cold sick.
列侬借用了前两句中的几个意象，他把歌词中的“Waiting for the man to come”改为“Waiting for the van to come” 也与Shotton的建议有关。披头士乐队的官方传记作者亨特戴维斯，在这首歌的创作过程中也在场，他在1968年的传记《The Beatles》中对此进行了描述。书中指出：列侬对Shotton说，看那些混蛋怎么搞懂这首歌。乐队于印度学习超然冥想期间，乔治·哈里森告诉记者Lewis Lapham，《I am the Walrus》中的一行包含了他们的冥想导师玛哈礼希‧玛赫西‧优济给予他的个人真言。

## 人员
- 约翰·列侬 –主唱， 电钢琴
- 保罗·麦卡特尼 低音吉他手鼓
- 乔治·哈里森 –电吉他
- 林格·斯塔 –鼓
- 交响乐作曲、指挥和制作 乔治·马丁
- 录音音乐家 – 弦乐器, 銅管樂器和 木管乐器
- Mike Sammes –伴唱
- 托马斯·雷 –伴唱[5]
- 迈克·平德 –伴唱[5]
- 傑夫·艾莫瑞克和Ken Scott 为录音工程师